# Timoleon Tsourekas
Timoleon Tsourekas (griechisch Τιμολέων Τσουρέκας, * 30. Mai 1970 in Metsovo) ist ein ehemaliger griechischer Skilangläufer.

## Werdegang
Tsourekas trat international erstmals bei den nordischen Skiweltmeisterschaften 1991 im Val di Fiemme in Erscheinung. Dort belegte er den 79. Platz über 10 km klassisch und den 18. Rang in der Staffel. Im folgenden Jahr lief er bei den Olympischen Winterspielen in Albertville auf den 91. Platz über 10 km klassisch, auf den 88. Rang in der Verfolgung und zusammen mit seinem Bruder Dimitrios Tsourekas, Nikos Anastasiadis und Thanasis Tsakiris auf den 16. Platz in der Staffel. In seiner letzten Saison 1994/95 errang er bei der Winter-Universiade 1995 in Candanchú den 85. Platz über 15 km klassisch und bei den nordischen Skiweltmeisterschaften 1995 in Thunder Bay den 94. Platz über 10 km klassisch, den 73. Platz über 30 km klassisch und den 17. Platz mit der Staffel.